# Lepidonaxia
Lepidonaxia is een geslacht van kreeftachtigen uit de klasse van de Malacostraca (hogere kreeftachtigen).

## Soort
- Lepidonaxia defilippi Targioni-Tozzetti, 1877